# Ланкастер (город, Миннесота)
Ланкастер (англ. Lancaster) — город в округе Китсон, штат Миннесота, США. На площади 5,8 км² (5,8 км² — суша, водоёмов нет), согласно переписи 2002 года, проживают 363 человека. Плотность населения составляет 62,4 чел./км².
- Телефонный код города — 218
- Почтовый индекс — 56735
- FIPS-код города — 27-35378[1]
- GNIS-идентификатор — 0646463[2]